# IC 4849
IC 4849 је спирална галаксија у сазвјежђу Паун која се налази на листи објеката дубоког неба у Индекс каталогу.
Деклинација објекта је - 62° 55' 58" а ректасцензија 19h 25m 35,8s. Привидна величина (магнитуда) објекта IC 4849 износи 13,6 а фотографска магнитуда 14,5. IC 4849 је још познат и под ознакама ESO 104-54, IRAS 19209-6301, PGC 63192.